# Packiam Arokiaswamy
Packiam Arokiaswamy (* 20. Februar 1921 in Kombeikadu; † 22. Mai 2003) war Erzbischof ad personam und Bischof des indischen Bistums Tanjore.

## Leben
Packiam Arokiaswamy empfing am 12. Dezember 1946 die Priesterweihe. 
Papst Paul VI. ernannte ihn am 16. Januar 1971 zum Bischof von Ootacamund. Der Erzbischof von Bangalore, Duraisamy Simon Lourdusamy, spendete ihm am 19. März desselben Jahres die Bischofsweihe; Mitkonsekratoren waren Antony Padiyara, Erzbischof von Changanacherry, und Francis Xavier Muthappa, Bischof von Coimbatore.
Am 6. Dezember 1971 wurde er zum Erzbischof von Bangalore ernannt. Papst Johannes Paul II. ernannte ihn am 12. September 1986 zum Bischof von Tanjore.
Am 28. Juni 1997 nahm Johannes Paul II. seinen altersbedingten Rücktritt an.